# چارلی بروکز (دوچرخه‌سوار)
چارلی بروکز (انگلیسی: Charlie Brooks؛ ۱۸۸۱ – ۷ فوریه ۱۹۳۷) دوچرخه‌سوار اهل بریتانیا بود.
وی در مسابقات کشوری و بین‌المللی در مجموع برندهٔ ۱ مدال برنز شده‌است.